# Église Saint-Maurice de Saint-Maurice-de-Beynost
Pour les articles homonymes, voir Église Saint-Maurice et Saint-Maurice-de-Beynost.
L'église Saint-Maurice de Saint-Maurice-de-Beynost est une église romane située à Saint-Maurice-de-Beynost dans le département de l'Ain. Elle a été régulièrement remaniée à partir du XVe siècle jusqu'au XIXe siècle. Elle appartient à la commune de Saint-Maurice-de-Beynost.
L’église n'est utilisée qu'à de très rares occasions. Le culte catholique est assuré, à Saint-Maurice-de-Beynost, à l'église Notre-Dame située sur la place Charles-de-Gaulle ; cette église a été construite dans les années 1970 par l'évêché qui en est propriétaire.

## Localisation
Situé sur une petite place à l'intersection de la montée de la Paroche et la rue du Coteau. Elle fut jusqu'en 1875, entourée par l'ancien cimetière. Sur cette place, sont installés deux croix de mission et le monument aux morts de Saint-Maurice-de-Beynost. Il y subsiste également la pierre tombale du curé Chardon. Face à la place, se trouve un ancien lavoir.

## Histoire
Dédiée à Saint Maurice, l'existence de l’église à cet emplacement est attestée dès le début du XIIe siècle. La partie la plus ancienne comporte une nef (unique) et une abside.
La chapelle (au nord), qui est dédiée à Saint Jean-Baptiste, fut construite à la fin du XVe siècle,. Au sud, la seconde chapelle, dédiée à Notre-Dame-de-Pitié, fut construite au XVIe siècle,.
Au XVIIe siècle, la travée séparant la chapelle Notre-Dame-de-Pitié de celle dédiée à Saint Jean-Baptiste fut reconstruite. Il est également attesté que la porte d'entrée et le porche furent réparés en 1783 puis en 1789. Durant la première moitié du XIXe siècle, le clocher fut totalement reconstruit. Enfin, en 1968, une légère réfection de l'abside fut effectuée.

## Description

### L'ensemble
Pour les articles homonymes, voir Chapelle Saint-Jean-Baptiste, pour la chapelle nord de l’église (XVe siècle).
Pour les articles homonymes, voir Chapelle Notre-Dame-de-Pitié, pour la chapelle sud de l’église (XVIe siècle).

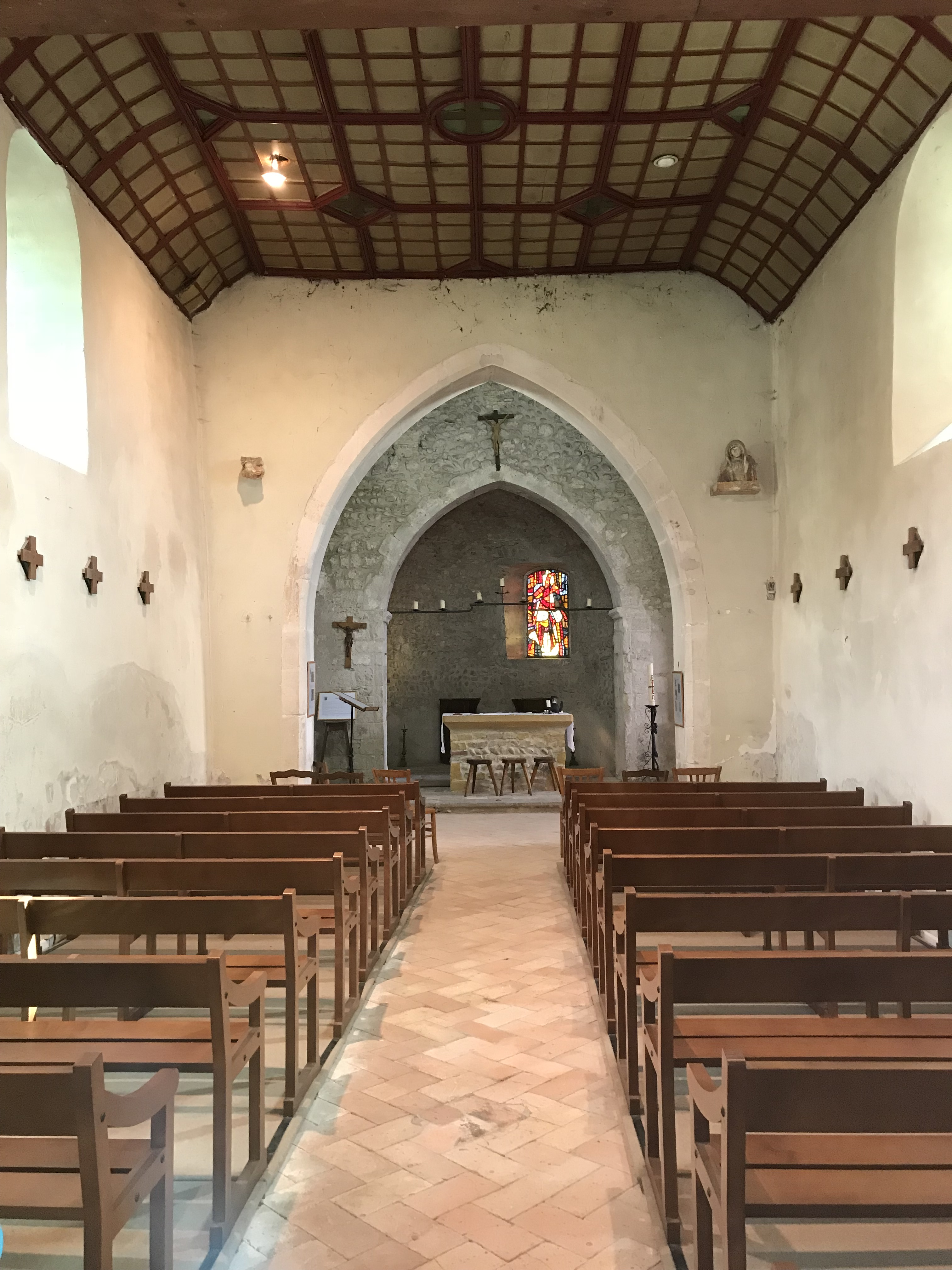
Intérieur de l'église en septembre 2018.

L’église est à nef unique pourvue d'une abside. Les deux chapelles, dédiées respectivement à Saint-Jean-Baptiste et à Notre-Dame-de-Pitié pourraient suggérer l'existence d'un transept, ce qui n'est pas le cas. Le clocher est de section carrée, sans flèche et date du XIXe siècle.
À noter, la présence de deux petits bâtiments autour de l'abside :
- une sacristie, au sud ;
- une annexe (chaufferie), au nord.

La grande majorité de la construction est en galets rangés en opus spicatum (en épis).

### À l'extérieur
On peut noter la présence, sur le mur sud de l'abside, d'un cadran solaire sculpté.
Autour de l’église elle-même se trouvait jusqu'en 1875, l'ancien cimetière. À cet date, il a été abandonné au profit du nouveau cimetière, localisé un peu plus haut, Montée de la Paroche. toutefois, subsiste la pierre tombale du curé Chardon (mort en 1871) portant l’épitaphe suivante : « Ses paroissiens et sa famille lui ont fait élever ce monument de pieux souvenirs ».
À Côté, de la pierre tombale, se trouve un piédestal de statue ; la statue de la Vierge qui était supporté par le piédestal fut volée en 1988. Sur le piédestal est inscrit : MARIA SINE LABE CONCEPTA ORA PRO NOBIS 8 XBRE 1854 (« Marie conçut sans pécher, priez pour nous, 8 décembre 1854 »),.
Devant la face ouest, se dressait le monument aux morts inauguré en 1932 et sculpté par Léon Servonnet, tailleur à Meximieux. Il est déplacé de l'autre côté de la rue au cours des années 2010. À noter que Léon Servonnet a également sculpté le monument aux morts de Thil, installé en 1921.
Enfin, toujours sur la petite place entourant l’église, se trouve deux croix : l'une au nord-est et l'autre au sud-est :
- au nord-est : c'est une croix en fer comportant l'inscription « Mission de 1850 »[a 4] ;
- au sud-est : cette croix en pierre, datant probablement de 1850 également, est installée dans ce qui pourrait avoir été un bénitier[a 5].

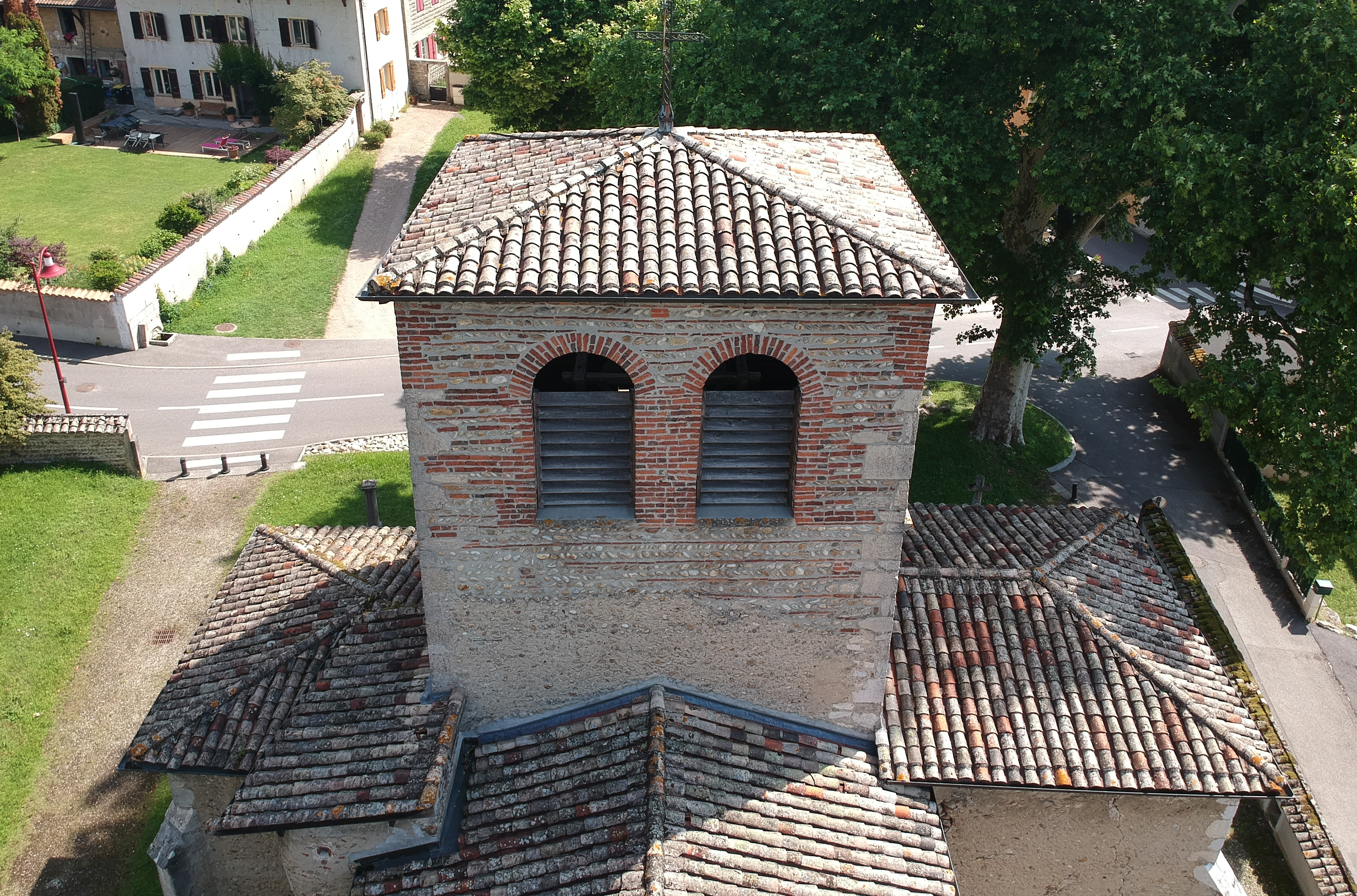
Le clocher face ouest.
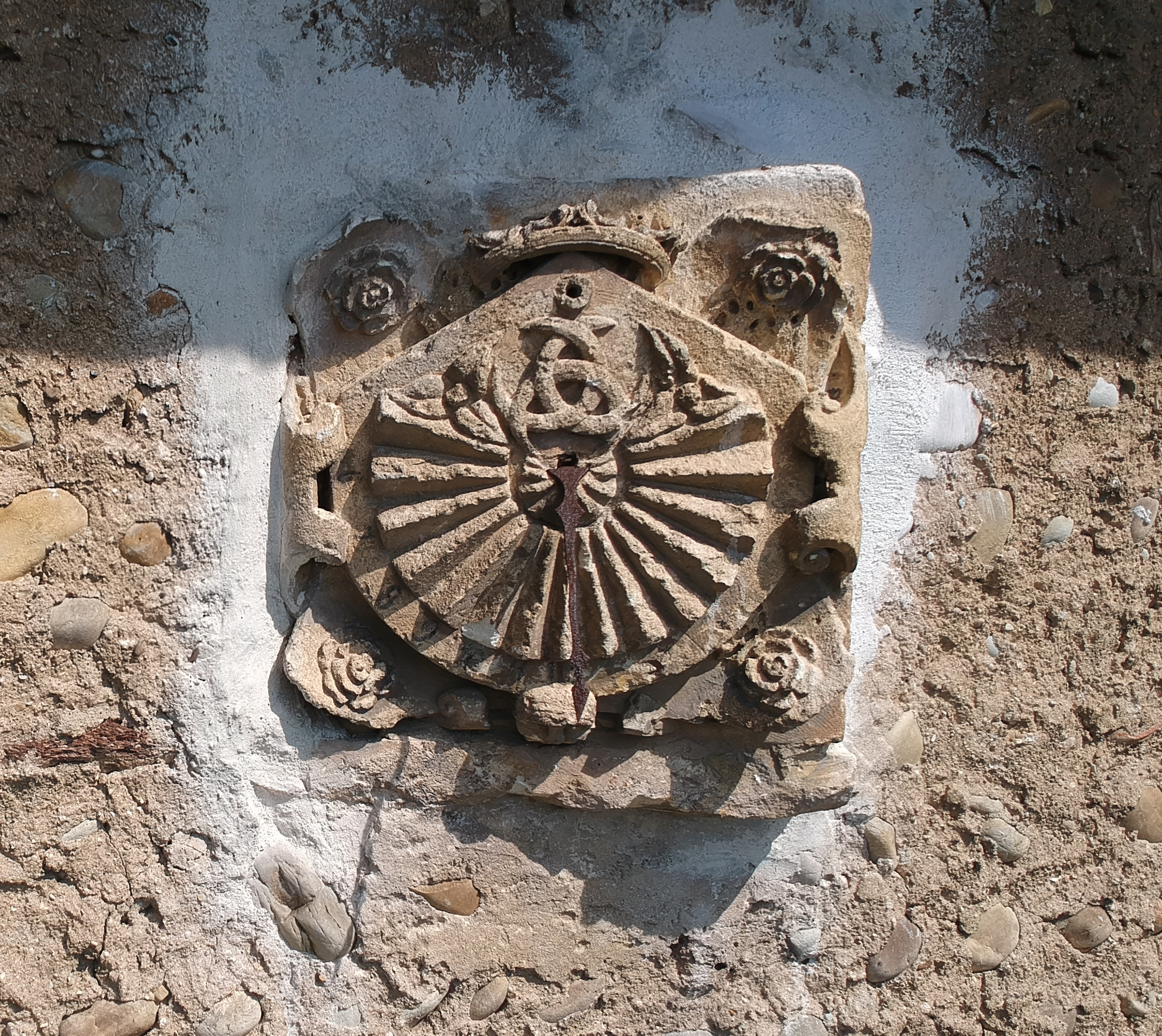
Le cadran solaire.
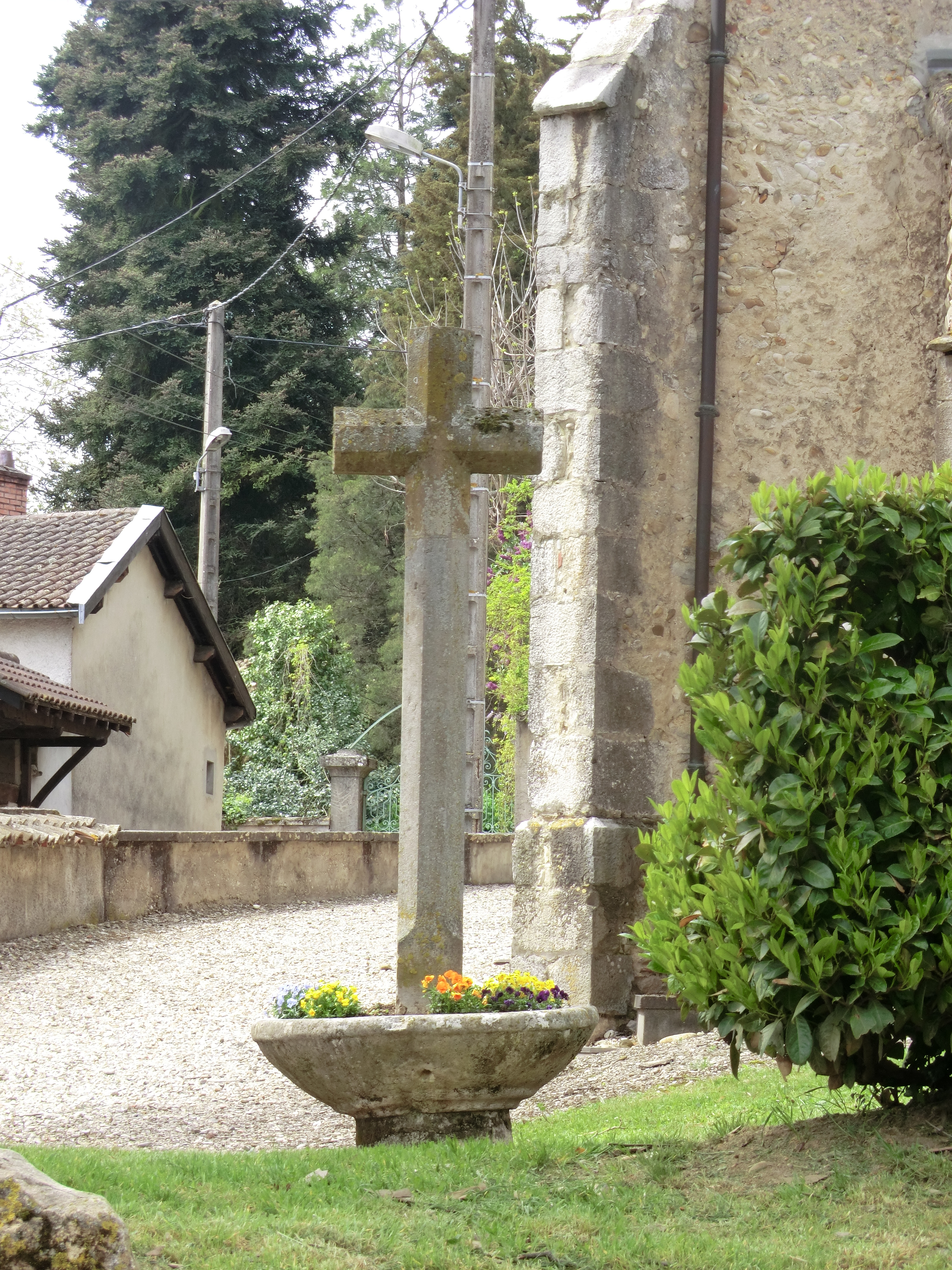
Vue de la croix « sud-est » près de l’église.
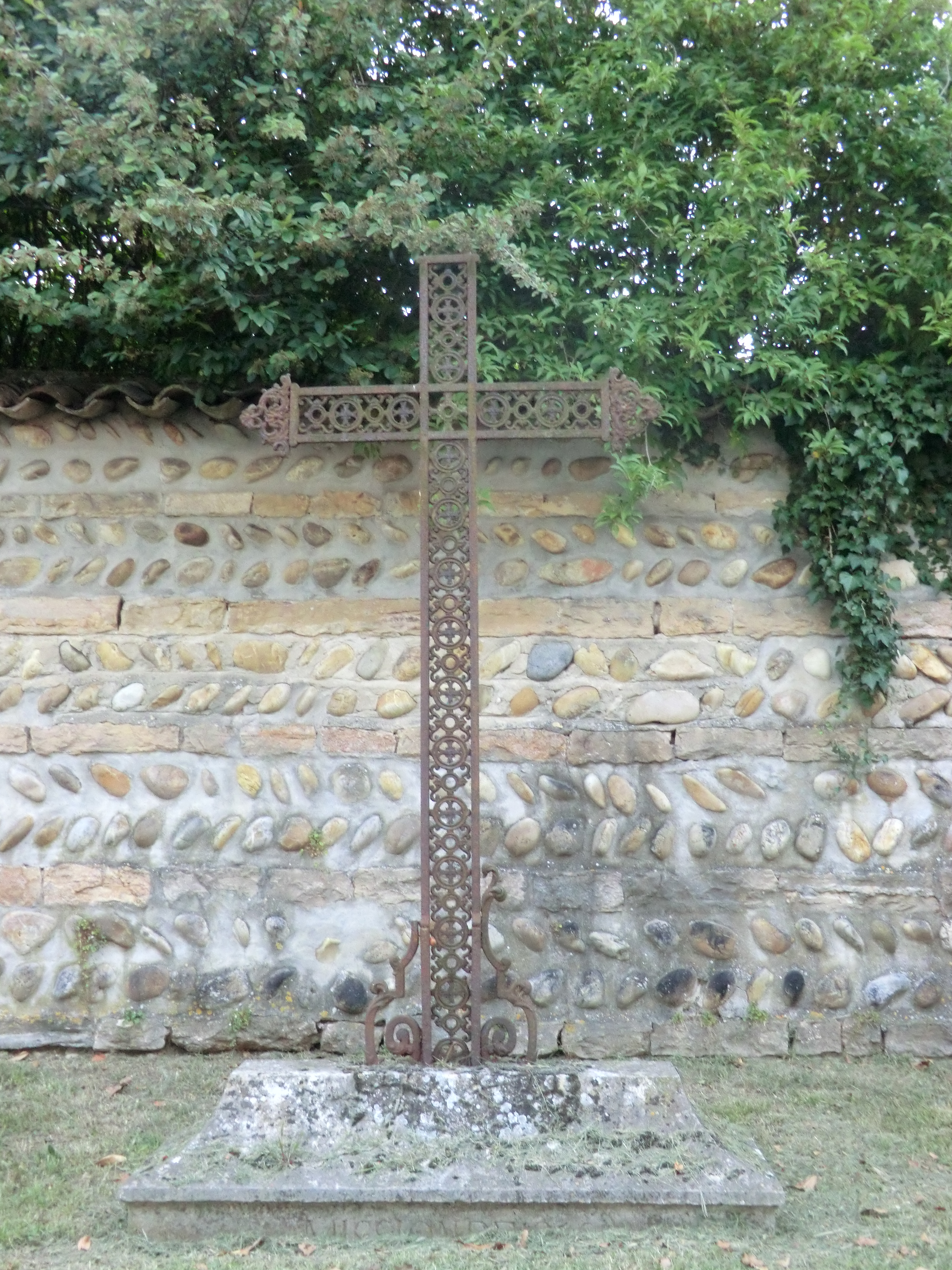
Vue de la croix « nord-est » près de l’église.
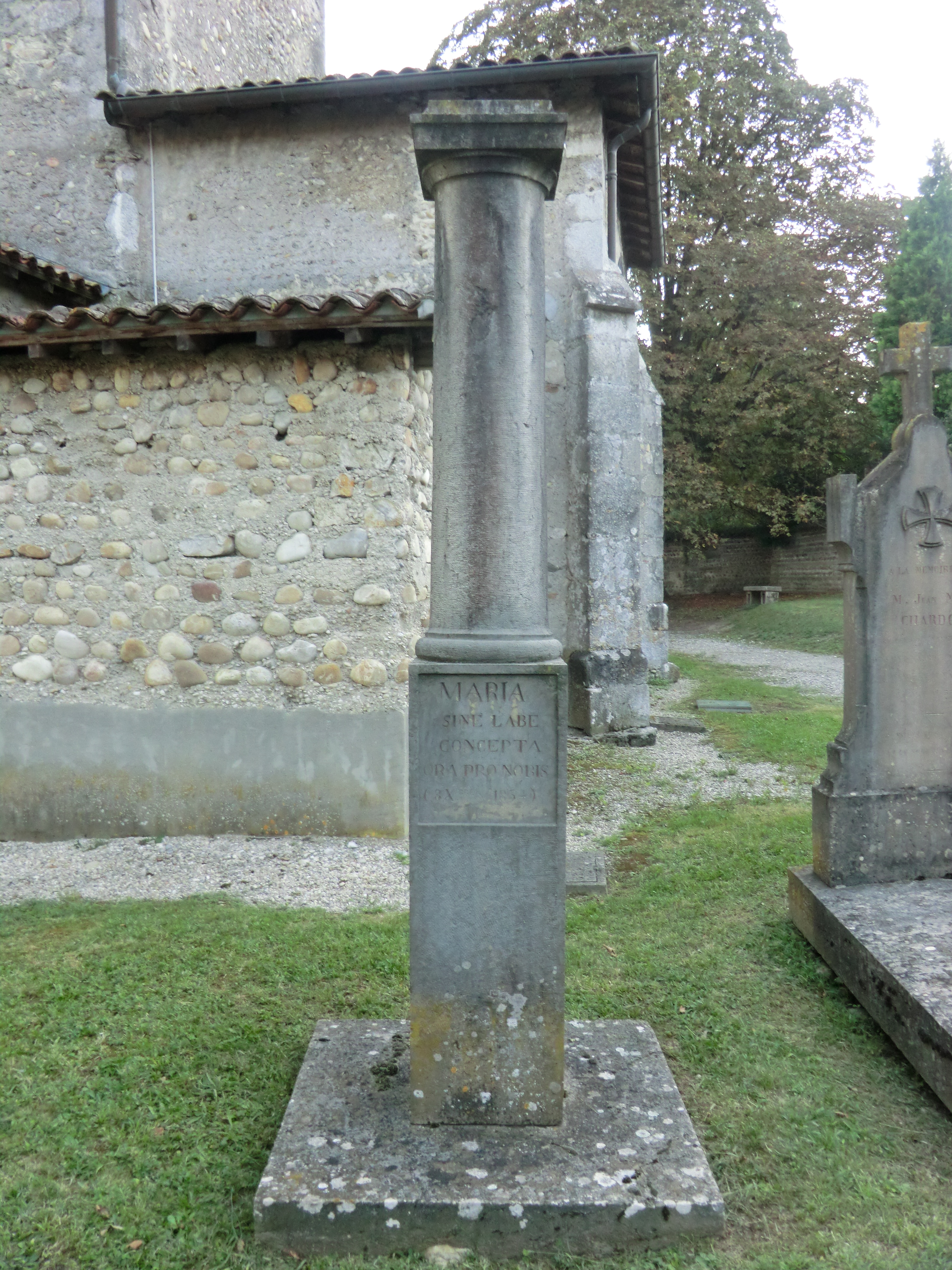
Piédestal de la statue de la Vierge.
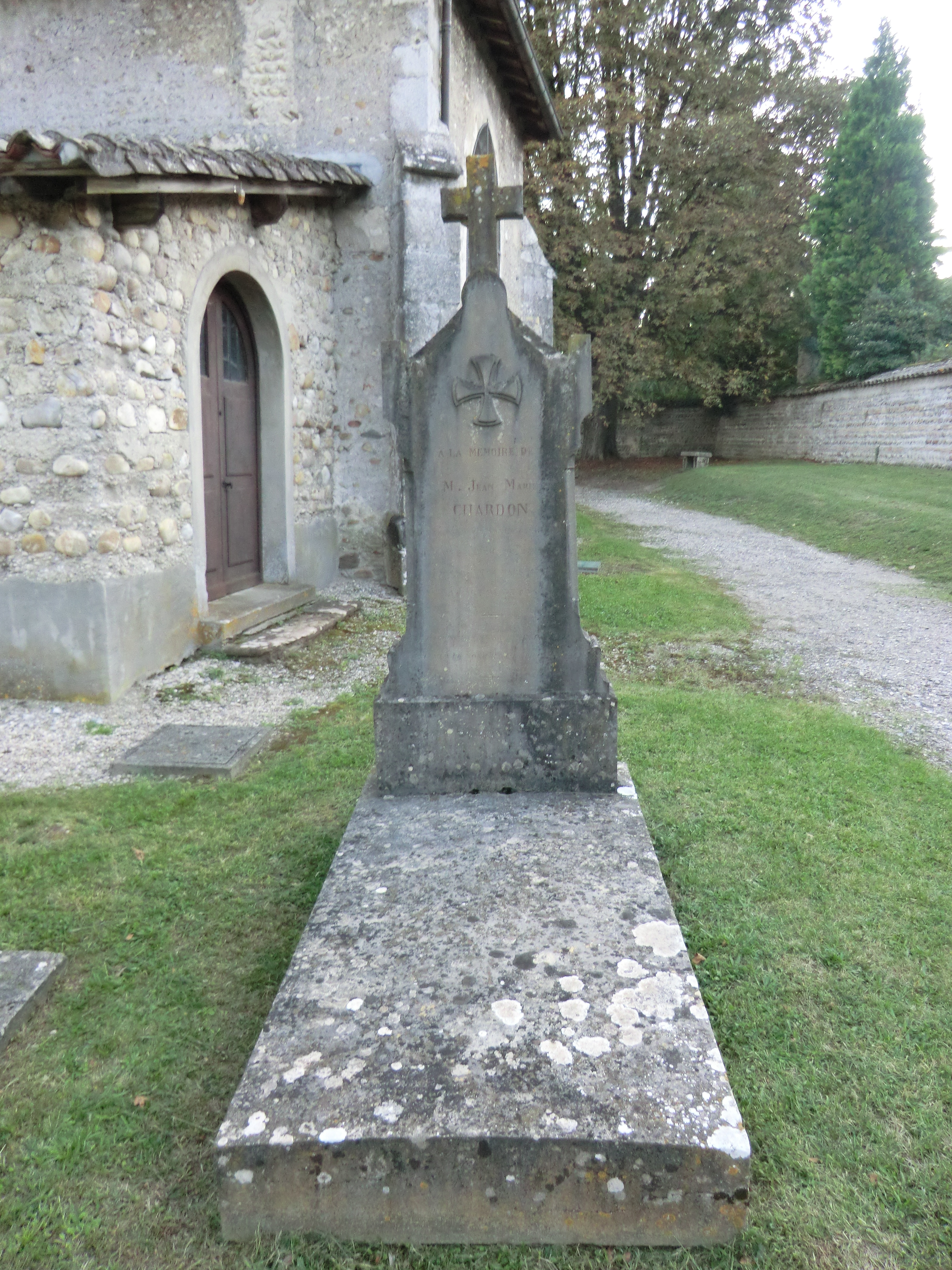
Tombe du curé Jean-Marie Chardon.

### À l'intérieur
Les nombreuses modifications effectuées au cours des siècles n'a pas permis la conservation d’éléments relatifs à l'architecture romane initiale ; toutefois les deux impostes sur lesquelles reposent l'arc séparant le chœur de l'abside est datée d'au moins la fin du XIIe siècle.
Un certain nombre d’éléments de mobilier sont classés au titre d'objet dans la base Palissy : 
- autel de l'église[4] ;
- buste-reliquaire de saint François-Régis[5] ;
- buste : Vierge de Pitié[6] ;
- culot : ange porte-phylactère[7] ;
- ombrellino de procession[8] ;
- ostensoir-soleil[9] ;
- retable, gradin d'autel, autel de la Vierge[10] ;
- statue petite nature : Vierge à l'Enfant[11] ;
- statuette : Saint Barthélémy[12] datant du XVIe siècle ;
- statuette : Sainte Catherine[13] ;
- statuette : Sainte Agathe[14] ;
- tableau : Saint Maurice à cheval datant du XIXe siècle[15].

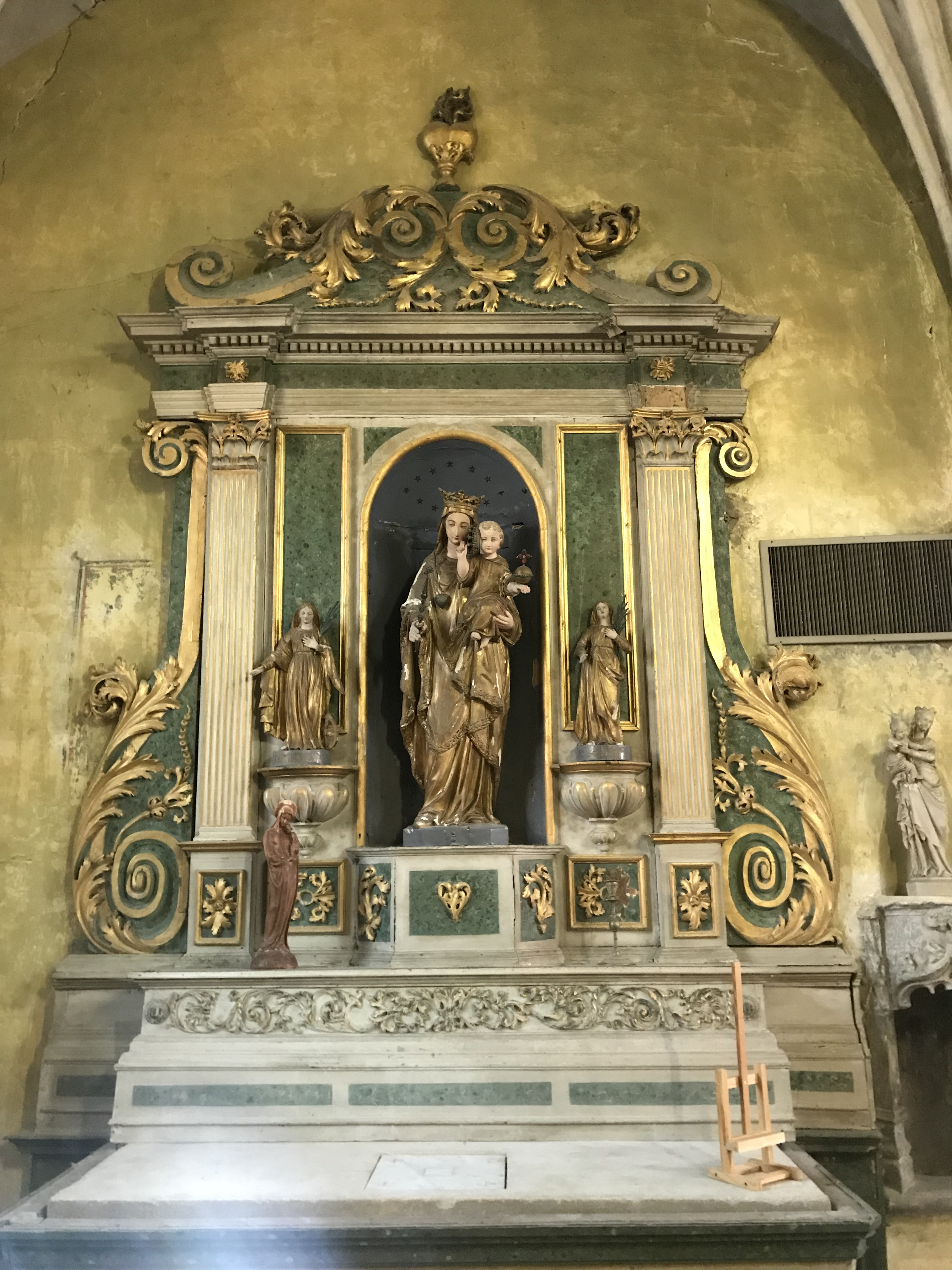
Retable, gradin d'autel, autel de la Vierge (PM01002119).
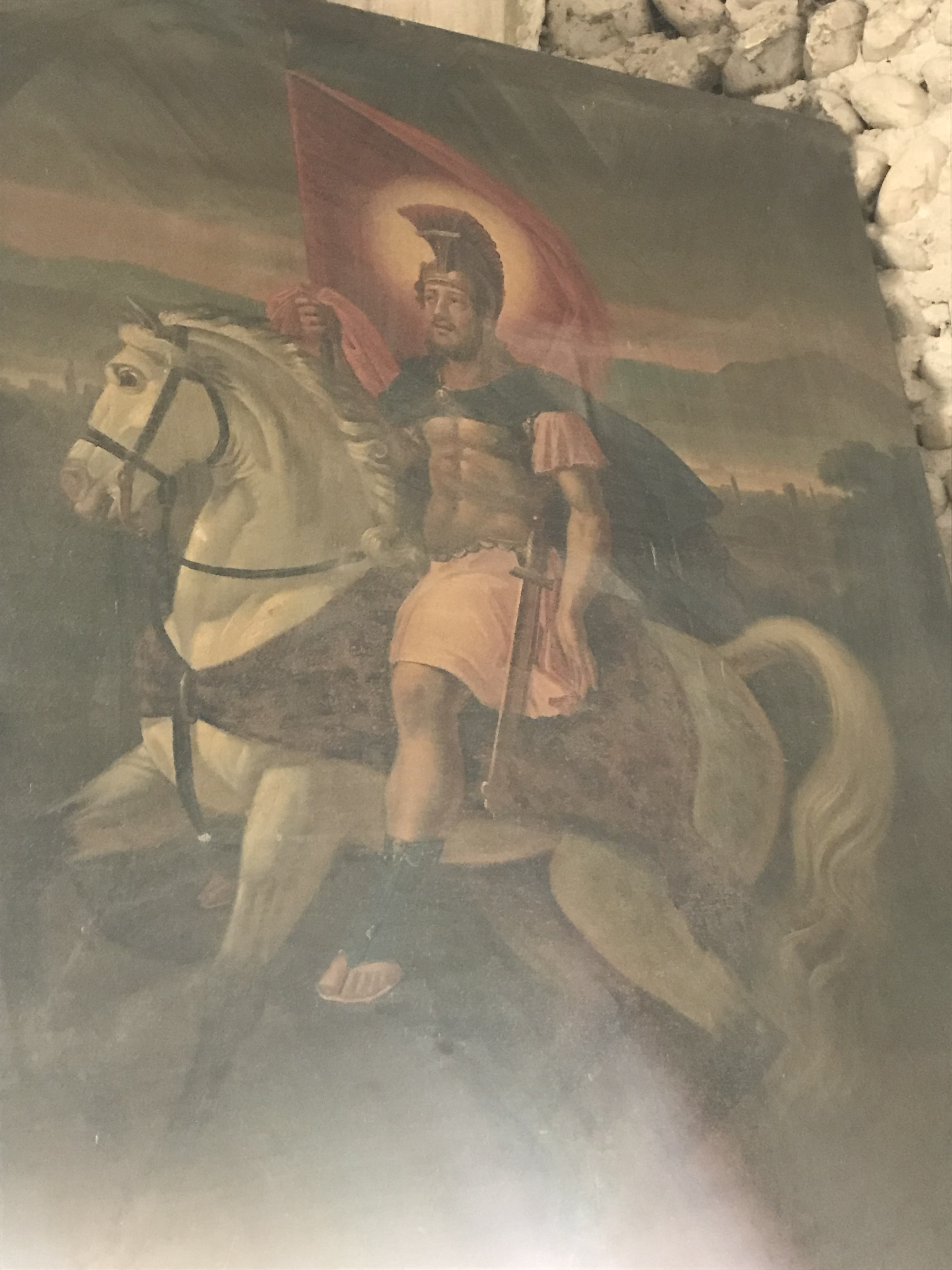
Saint Maurice à cheval (PM01002117).